# Gentile de Becci

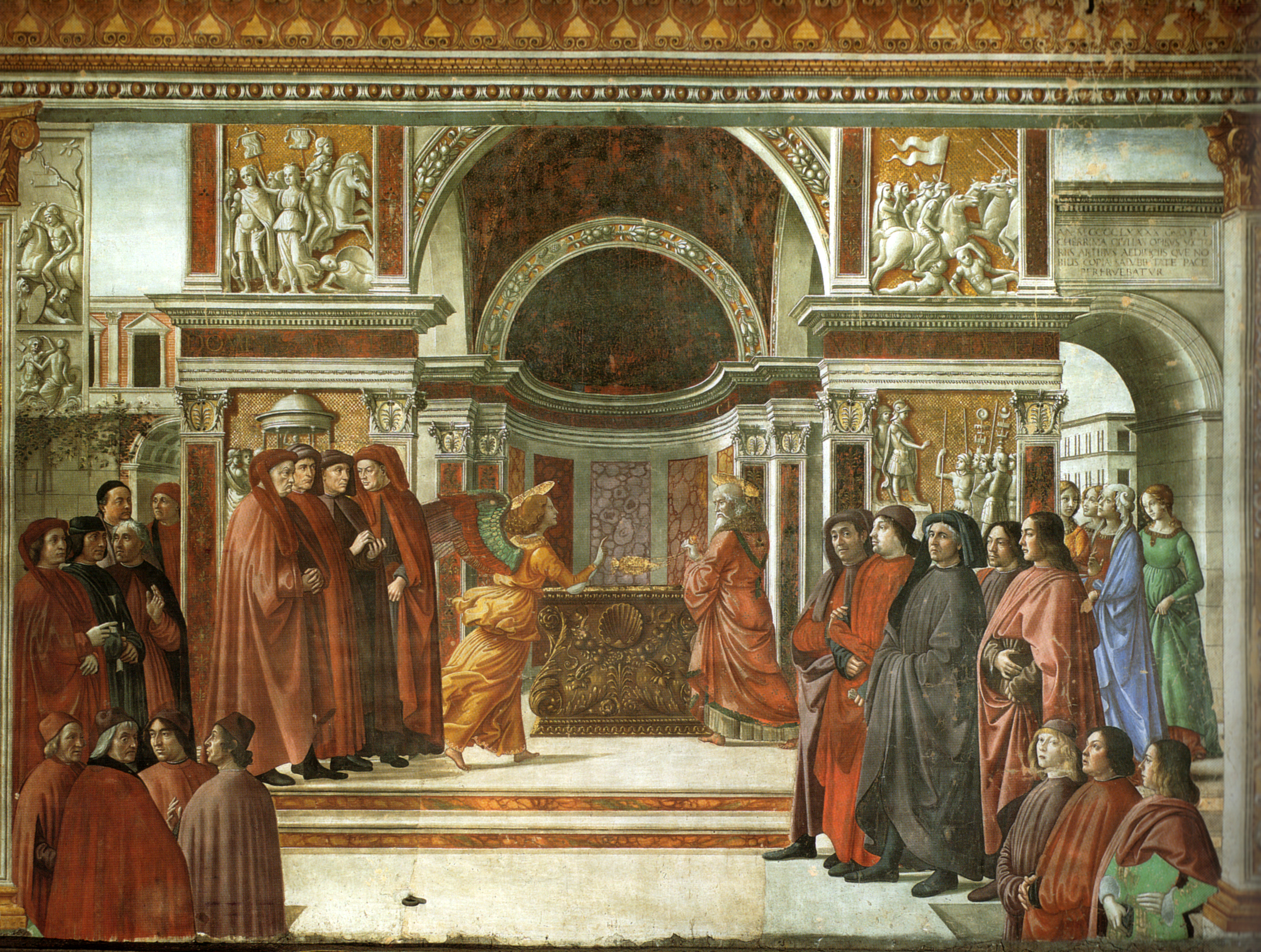
Apparition de l'ange à Zacharie, fresque, église Santa Maria Novella, Florence.

Gentile de Becci est un humaniste de la Renaissance italienne.

## Représentation picturale
Gentile de Becci est à Florence en 1486, et Ghirlandaio le représente à droite dans le groupe des humanistes de son Apparition de l'ange à Zacharie, fresque de l'église Santa Maria Novella à Florence. Il y figure aux côtés du poète Ange Politien, de l'orateur Cristoforo Landino et du philosophe Marsile Ficin.